# Robert Grondelaers
Robert Grondelaers (* 28. Februar 1933 in Opglabbeek; † 22. August 1989 ebenda) war ein belgischer Radrennfahrer, der 1952 je eine olympische Gold- und Silbermedaille gewann.
Grondelaers hatte kaum Rennerfahrung, als er bei den Olympischen Sommerspielen 1952 in Helsinki zusammen mit den beiden 1931 geborenen André Noyelle und Lucien Victor für Belgien im Straßenrennen antrat. Nach 190 Kilometern und etwas über fünf Stunden siegte Noyelle mit fast fünfzig Sekunden Vorsprung auf Grondelaers, knapp eine Minute dahinter rollten der Deutsche Edi Ziegler und Lucien Victor über die Ziellinie. Die Mannschaftswertung wurde nach den addierten Zeiten der drei besten Fahrer eines Landes ermittelt, hier gewannen die Belgier mit dreizehn Minuten Vorsprung auf die Italiener.
1953 gewann Grondelaers eine Etappe bei der Tour of Britain und belegte bei einer Etappe der Belgien-Rundfahrt den zweiten Platz. Am 5. Mai 1954 begann Grondelaers beim belgischen Rennstall Plume-Sport eine Profi-Karriere, die, mit einer Unterbrechung im Jahr 1960, bis 1962 dauerte und in der Grondelaers keine vorderen Platzierungen herausfuhr.